# Stéphane Le Foll
Pour les articles homonymes, voir Le Foll.
Stéphane Le Foll, né le 3 février 1960 au Mans (Sarthe), est un homme politique français.
Membre du Parti socialiste (PS), député européen de 2004 à 2012, il est élu député de la 4e circonscription de la Sarthe en 2012.
Il est ministre de l'Agriculture, de l'Agroalimentaire et de la Forêt de 2012 à 2017, fonction qu'il cumule avec celle de porte-parole du gouvernement à partir de 2014, sous la présidence de François Hollande.
Réélu député en 2017, il quitte l'Assemblée nationale l’année suivante, après son élection comme maire du Mans. Il est battu par Anne Hidalgo à la primaire socialiste de 2021 en vue de l’élection présidentielle de l’année suivante.

## Origines, études et profession
Stéphane Le Foll naît le 3 février 1960 au Mans. Après une carrière à La Poste de Paris, son père, originaire des Monts d'Arrée, est instituteur à Longnes ; sa mère vient des Côtes-d'Armor,.
Petit-fils d'agriculteur, il est titulaire d'un BTS Tradicopa (transformation, distribution et commercialisation des produits agricoles) obtenu au lycée agricole d'Amiens Le Paraclet, d'une maîtrise et d'un DEA d'économie (1988) de l'université de Nantes, ainsi que d'un diplôme professionnel spécialisé au Conservatoire national des arts et métiers (1993),.
Il est marié à Marie-Hélène Bourdais, professeure des écoles et artiste-peintre, et a un enfant,.
Passionné de football, il joue un temps milieu de terrain en division d'honneur.
Il est surveillant de 1983 à 1988 au lycée agricole de Rouillon puis professeur d'économie au lycée de La Ferté-Bernard, avant d'occuper les fonctions de chargé de cours à l'université de Nantes de 1998 à 1999,. Il déclare avoir fait son service militaire en tant que sergent au 1er régiment d'infanterie de marine.

## Parcours politique

### Débuts
Stéphane Le Foll est élu conseiller municipal de Longnes de 1983 à 1995, puis conseiller municipal du Mans et vice-président de la communauté urbaine Le Mans Métropole, à l'eau et à l'assainissement puis aux finances, à partir de 2001.
En juin 1997, il est brièvement conseiller technique auprès du ministre de l'Agriculture Louis Le Pensec,,.
Permanent au siège du Parti socialiste à partir de 1991, il rencontre en 1994 François Hollande, dont il devient un proche ; il est son directeur du cabinet lors des années de ce dernier à la tête du Parti socialiste de septembre 1997 à novembre 2008, membre du Conseil national depuis 2001, secrétaire national à la coordination de 2003 à 2005, membre du Bureau national depuis 2007.
Candidat aux élections législatives de 2002 dans la 4e circonscription de la Sarthe, il est battu au premier tour avec 25,2 % des suffrages contre François Fillon, qui obtient 55,2 %.

### Député européen
Élu député européen dans la circonscription Ouest le 13 juin 2004, il est membre au Parlement européen de la commission de l'agriculture et du développement rural, ainsi que de la délégation pour les relations avec le Conseil législatif palestinien. Il fait partie de la délégation du Parlement européen aux négociations de l'Organisation mondiale du commerce à Hong Kong en 2005. Réélu député européen le 7 juin 2009, il est vice-président du groupe de l'Alliance progressiste des socialistes et démocrates au Parlement européen du 24 juin 2009 au 17 janvier 2012.
En 2010, il est l'auteur d'un rapport sur l'agriculture et le changement climatique.
En 2006, il crée avec Edgard Pisani et d’autres chercheurs le groupe Saint-Germain, un groupe de réflexion sur les politiques alimentaires et agricoles visant à repenser le projet agricole.
Candidat à la députation pour les élections législatives de 2007, il est battu au premier tour, obtenant 30,0 % des suffrages contre 53,4 % pour son concurrent UMP, le Premier ministre François Fillon.
Le 20 novembre 2008, il est élu premier secrétaire fédéral du Parti socialiste de la Sarthe. La même année, il fonde et préside l'association Répondre à gauche, soutenant François Hollande.
Lors de la primaire présidentielle socialiste de 2011, Stéphane Le Foll est le directeur de campagne de François Hollande. Le 17 novembre 2011, il est désigné responsable de l’organisation de la campagne de François Hollande pour l'élection présidentielle de 2012.
Candidat aux élections législatives de 2012 pour la troisième fois consécutive dans la 4e circonscription de la Sarthe, il l'emporte au second tour le 17 juin 2012 avec 59,5 % des voix face au candidat sortant de l'UMP Marc Joulaud. Sa nomination en qualité de ministre le conduit à laisser son mandat à sa suppléante, Sylvie Tolmont, adjointe au maire de la commune de Fay.

### Ministre de l'Agriculture

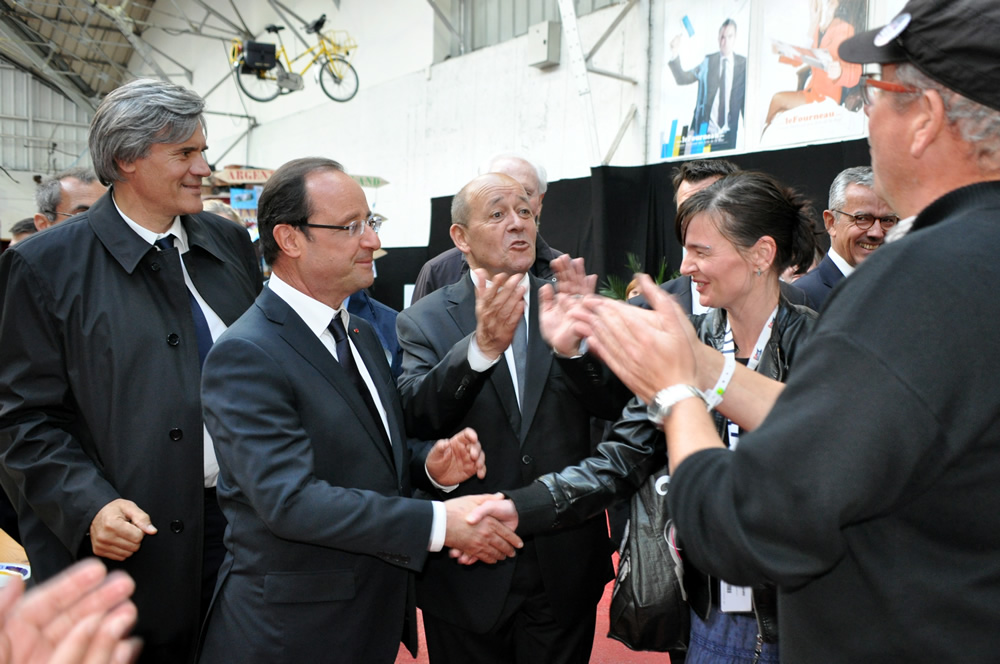
Stéphane Le Foll avec François Hollande et Jean-Yves Le Drian en 2012, à Brest.

Le 16 mai 2012, il est nommé ministre de l'Agriculture et de l'Agroalimentaire dans le premier gouvernement de Jean-Marc Ayrault.
En juillet 2012, il annonce souhaiter qu'il n'y ait plus de dérogations accordées aux agriculteurs pour l'épandage aérien. Deux ans plus tard toutefois, les épandages sont toujours autorisés dès lors qu'ils présentent un avantage économique pour l'agriculteur et plusieurs associations de défense de l'environnement soupçonnent le ministère de vouloir rendre encore plus facile l'obtention de ces dérogations.
En septembre 2013, il signe avec huit autres ministres européens de l'Agriculture une déclaration demandant à la Commission européenne l'autorisation pour les États membres de reprendre les subventions directes à la culture du tabac.
Dès 2012, il porte les réformes de la baisse des cotisations sociales pour les agriculteurs (730 millions d'euros par an), un plan de soutien aux filières d'élevages (comprenant l'effacement des dettes sociales et bancaires) ou encore la création d'années blanches bancaires et sociales. Néanmoins, il doit faire face au mouvement des Bonnets rouges en 2013 et à une crise agricole de grande ampleur en 2016.
En février 2016, le livre Les Cartels du lait révèle qu'il a envoyé le 8 juillet 2015 une lettre à Marisol Touraine, ministre de la Santé, afin de la pousser à abandonner le système 5 couleurs,. En mars de la même année, alors que l'interdiction des pesticides néonicotinoïdes pour tous les usages et toutes les cultures, y compris les semences enrobées, s'apprête à être votée en deuxième lecture par l'Assemblée nationale dans le cadre du projet de loi pour la reconquête de la biodiversité, de la nature et des paysages, il adresse une lettre aux députés pour les inciter à ne pas se prononcer en faveur d’une interdiction simple et totale.
Depuis octobre 2016, il détient le record de longévité au poste de ministre de l'Agriculture depuis la création du ministère en 1836.

### Porte-parole du gouvernement
En tant que porte-parole du gouvernement à partir du 2 avril 2014, Stéphane Le Foll se déclare à plusieurs reprises opposé à l'organisation d'une primaire à gauche pour l'élection présidentielle de 2017.
En avril 2016, il initie le mouvement Hé oh la gauche, un mouvement politique soutenant François Hollande et sa politique. Selon Le Figaro, il s'agirait d'une première étape en vue de présenter la candidature de François Hollande à l'élection présidentielle de 2017.
Il est l'une des six personnalités à avoir participé à l'ensemble des gouvernements sous la présidence de François Hollande.

### Député de la Sarthe
Candidat à sa réélection lors des élections législatives de 2017, il l'emporte à l'issue du second tour. La République en marche choisit de ne pas présenter de candidat face à lui. Après son élection, il se montre peu actif à l’Assemblée nationale,.
En janvier 2018, Stéphane Le Foll, annonce être candidat à la tête du Parti socialiste et publie un texte d'orientation intitulé Cher.e.s Camarades. Il se désiste ensuite en faveur d'Olivier Faure à la suite des résultats du vote du 15 mars 2018 portant sur l'élection du premier secrétaire, étant largement distancé.

### Maire du Mans
À la suite du décès de Jean-Claude Boulard, les élus socialistes et apparentés de la mairie du Mans choisissent Stéphane Le Foll pour lui succéder, par 12 voix contre 9. Il est élu maire du Mans le 14 juin 2018. Le jour même, il est élu président de la communauté urbaine Le Mans Métropole. En application de la réglementation sur le cumul des mandats, il démissionne de son mandat de député le 11 juillet 2018, sa suppléante Sylvie Tolmont lui succédant de nouveau à l’Assemblée nationale.
En mars 2019, pour protester contre la décision du Parti socialiste de mener une liste commune avec Place publique aux élections européennes, il démissionne du bureau national du Parti socialiste,.
Il est tête de liste socialiste aux élections municipales de 2020 au Mans. À l'issue du premier tour, il est en ballottage favorable avec 41,9 % des suffrages exprimés,. Il affronte au second tour Marietta Karamanli, députée PS dissidente, qui a recueilli 13 % des voix, tandis que la liste EÉLV est éliminée de justesse alors qu'elle était pronostiquée en seconde position par les observateurs. Dans l'entre-deux-tours, Stéphane Le Foll est soutenu par la grande majorité des écologistes locaux. Il l'emporte au second tour, le 28 juin 2020, avec 63,1 % des voix. Le 3 juillet suivant, il est réélu maire lors de l'installation du conseil municipal,. Peu après, il est reconduit à la tête du Mans Métropole.
Il rompt son alliance avec les élus écologistes après les élections départementales de 2021, les accusant de sédition durant la campagne. Il est également opposé à l'idée d'une alliance entre le PS et EÉLV au niveau national.

### Primaire présidentielle socialiste de 2021
En juillet 2021, il se prononce en faveur de l'organisation d'une primaire socialiste en vue de l'élection présidentielle de 2022, à laquelle il se dit « légitime à participer ». Un vote des adhérents socialistes (« primaire fermée ») est organisé en octobre 2021 : Stéphane Le Foll y réunit 27 % des suffrages exprimés face à la maire de Paris, Anne Hidalgo (73 %). Il indique ensuite qu'il ne fera pas campagne pour cette dernière, jugeant que les divergences sont trop importantes entre eux.
Il s'oppose après l'élection présidentielle à l'union de la gauche et annonce soutenir les dissidents socialistes qui voudront se présenter aux élections législatives de 2022 contre les candidats investis par la Nouvelle Union populaire écologique et sociale (NUPES). Il se propose par la suite de créer une « nouvelle fédération à gauche » avec les déçus du Parti socialiste d'Olivier Faure.
Lors de la composition du gouvernement Michel Barnier, il refuse un poste ministériel.

## Détail des mandats et fonctions

### Au gouvernement
- 16 mai – 21 juin 2012 : ministre de l’Agriculture et de l’Agroalimentaire.
- 21 juin 2012 – 17 mai 2017 : ministre de l’Agriculture, de l’Agroalimentaire et de la Forêt.
- 2 avril 2014 – 17 mai 2017 : porte-parole du gouvernement.

### À l’Assemblée nationale
- 20 juin – 21 juillet 2012 : député de la 4e circonscription de la Sarthe.
- 18 juin 2017 – 11 juillet 2018 : député de la 4e circonscription de la Sarthe.

### Au Parlement européen
- 20 juillet 2004 – 15 mai 2012 : député européen, élu dans la circonscription Ouest.
- 24 juin 2009 – 17 janvier 2012 : vice-président du groupe de l’Alliance progressiste des socialistes et démocrates au Parlement européen.

### Au niveau local
- 13 mars 1983 – 18 juin 1995 : conseiller municipal de Longnes.
- Depuis le 18 mars 2001 : conseiller municipal du Mans.
- Depuis le 18 mars 2001 : conseiller communautaire du Mans Métropole.
  - 2001-2008 : vice-président du Mans Métropole, chargé de l’eau et de l’assainissement.
  - 2008-2012 : vice-président du Mans Métropole, chargé des finances.
- Depuis le 14 juin 2018 : maire du Mans.
- Depuis le 14 juin 2018 : président du Mans Métropole.

## Synthèse des résultats électoraux

### Primaire présidentielle
| Année | Parti | Parti | Unique tour | Unique tour | Unique tour | Issue |
| Année | Parti | Parti | Voix        | %           | Rang        | Issue |
| ----- | ----- | ----- | ----------- | ----------- | ----------- | ----- |
| 2021  |       | PS    | 5 741       | 27,40       | 2e          | Battu |

### Élections législatives
| Année | Parti  | Parti | Circonscription | 1er tour | 1er tour | 1er tour | 2d tour | 2d tour | 2d tour | Issue |
| Année | Parti  | Parti | Circonscription | Voix     | %        | Rang     | Voix    | %       | Rang    | Issue |
| ----- | ------ | ----- | --------------- | -------- | -------- | -------- | ------- | ------- | ------- | ----- |
| 2002  |        | PS    | 4e de la Sarthe | 11 712   | 25,1     | 2e       |         |         |         | Battu |
| 2007  | 14 592 | PS    | 4e de la Sarthe | 30,0     | 2e       | Battu    |         |         |         |       |
| 2012  | 21 415 | PS    | 4e de la Sarthe | 46,0     | 1er      | 26 019   | 59,5    | 1er     | Élu     |       |
| 2017  | 10 954 | PS    | 4e de la Sarthe | 30,3     | 1er      | 16 117   | 54,9    | 1er     | Élu     |       |

### Élections municipales
Les résultats ci-dessous concernent uniquement les élections où il est tête de liste.
| Année | Parti | Parti | Commune | 1er tour | 1er tour | 1er tour | 2d tour | 2d tour | 2d tour | Sièges obtenus | Sièges obtenus |
| Année | Parti | Parti | Commune | Voix     | %        | Rang     | Voix    | %       | Rang    | CM             | LMM            |
| ----- | ----- | ----- | ------- | -------- | -------- | -------- | ------- | ------- | ------- | -------------- | -------------- |
| 2020  |       | PS    | Le Mans | 13 492   | 41,9     | 1er      | 14 317  | 63,1    | 1er     | 45 / 55        | 30 / 37        |

## Ouvrages
- Des Éléphants roses : 10 ans dans les coulisses du PS, Paris, Calmann-Lévy, 2009, 300 p. (ISBN 978-2-7021-3962-2).
- La Première graine, Calmann-Lévy, 2017.
- Renouer avec la France des lumières, Calmann-Lévy, 2021.

## Dans la fiction
- 2013 : dans le téléfilm La Dernière Campagne, son rôle est interprété par Philippe Résimont.

## Décorations
- Commandeur de l'ordre du Mérite agricole ex officio, en tant que ministre de l'Agriculture[55].
- Commandeur de l'ordre du Mérite maritime ex officio, en tant que ministre chargé de la Pêche[56].

Le 11 juillet 2025, il est nommé au grade de chevalier dans l'ordre national de la Légion d'honneur au titre de « ancien ministre, ancien député, maire du Mans (Sarthe), président d'une communauté urbaine ; 42 ans de services ».